# Jon Moxley
Jonathan David Good (7. prosinca  1985.) je američki profesionalni hrvač i glumac. Najpoznatiji je bio u WWE pod imenom Dean Ambrose. On je također poznat u slobodnom krugu gdje nastupa po imenu Jon Moxley, između 2004. i 2011. gdje se hrvao po raznim promocijama kao što su Full Impact Pro (FIP), Combat Zone Wrestling (CZW) i Dragon Gate USA (DGUSA). U tim promocijama osvojio je FIP World Heavyweight Championship jednom i CZW World Heavyweight Championship dvaput. 
Nakon što je 2010. potpisao za WWE s kečerskim imenom Dean Ambrose, Good je nastupao u njihovom razvojnom rosteru Florida Championship Wrestling i NXT sve do 2012. godine. Kao dio The Shielda, zajedno s Romanom Reignsom i Sethom Rollinsom u studenom 2012. pridružio se glavnom rosteru. Ambrose je osvojio svoj prvi naslov WWE United States Champimship u WWE-iju koju je držao rekordnih 351 dan. Nakon raspadanja The Shielda Ambrose je bio WWE svjetski prvak, trostruki međukontinentalni prvak i dvostruki Raw Tag Team prvak (s Rollinsom). Pobijedio je također WWE Money in the Bank 2016. meč s ljestvama. Kad je isvojio Raw Tag Team Championship u2017., Ambrose je postao 27. Trostruko okrunjeni prvak i 16. Grand Slam prvak. Njegov ugovor s WWE-om je istekao početkom 2019. godine.
Nakon odlaska iz WWE-ija, Good je napravio iznenadni debi na AEW-om premijernom događaju AEW Double or Nothing noseći majcu sa svojim nadimkom. Također je počeo nastupati za started NJPW nakon što je izašao iz WWE-ija i osvojio IWGP United States Championship, becoming the prvi i jedini kečer koji je osvojio WWE-ov i NJPW-ov naslov Sjedinjenih Američkih Država.

## Rani život
Jonathan David Good je rođen 7. prosinca 1985. u Cincinnatiju, Ohio Strastveni obožavatelj profesionalnog hrvanja čiji mu je idol kao dijete bio Bret Hart. Good je, u svojim ranim danima, koristio profesionalno hrvanje kao bijeg od svog grubog odgoja gledajući videozapise o profesionalnom hrvanju i čitajući priče o profesionalnom hrvanju. Godinu dana nakon što je počeo trenirati kao profesionalni hrvač, napustio je srednju školu.

## Privatni život
Good živi u Las Vegasu u Nevadi.
Good je, 2015. godine, oženio WWE sukomentatoricu i reporterku Renee Paquette, poznatiju kao Renee Young. Oni su se vjenčali u travnju 2017. godine.
Tvrdio je da je "skoro umro" dok je bio zaražen stafilokokom tijekom pauze između ozljede od kraja 2017. do sredine 2018. godine.

## Naslovi i ostale nagrade
- Combat Zone Wrestling
  - CZW World Heavyweight Championship (2 puta)[10][11]
- Full Impact Pro
  - FIP World Heavyweight Championship (1 put)[3][12][10][13]
- Heartland Wrestling Association
  - HWA Heavyweight Championship (3 put)[10][14]
  - HWA Tag Team Championship (5 puta) – s Jimmy Turner (1 put), Ric Byrne (1 put), Cody Hawk (1 put) i King Vuom (2 puta)[15][10]
  - Drake Younger Invitational Tournament (2009.)[16]
- Mad-Pro Wrestling
  - MPW Heavyweight Championship (1 put)[10]
  - MPW Tag Team Championship (1 put) – s Dustinom Rayzom[10]
- Insanity Pro Wrestling
  - IPW World Heavyweight Championship[a] (2 put)[10]
  - IPW Mid-American Championship (1 time)[10]
- International Wrestling Association
  - IWA Tag Team Championship (1 time) – s Hadeom Vansenom[18][10]
- Pro Wrestling Illustrated
  - Feud of the Year (2014.) (meč protiv Setha Rollinsa)[19]
  - Most Popular Wrestler of the Year (2014., 2015.)[20][21]
  - 8. rangiran najboljih 500 pojedinačnih profesionalnih hrvača u PWI 500 2017.[22]
- Westside Xtreme Wrestling
  - wXw World Tag Team Championship (1 put) – sa Samijem Calihanom[10][23]
  - wXw World Tag Team Title Tournament (2009.) sa Samijem Callihanom[24]
- WWE
  - WWE Championship[b] (1 time)[25]
  - WWE Intercontinental Championship (3 times)[26]
  - WWE Raw Tag Team Championship (2 times) – with Seth Rollins[27]
  - WWE United States Championship (1 time)[28]
  - Twenty-seventh Triple Crown Champion[29][30]
  - Eighth Grand Slam Champion (under current format; sixteenth overall)[29][30]
  - Money in the Bank (2016)[31]
  - Slammy Award (5 times)[32]
    - Breakout Star of the Year (2013, 2014) – 2013 award shared with The Shield[33][34]
    - Faction of the Year (2013, 2014) – s The Shieldom[34]
    - Trending Now (Hashtag) of the Year (2013) – #BelieveInTheShield, with The Shield[33]

  - Year-End Award (2 times)
    - Best Reunion (2018) – as part of The Shield[35]
    - Return of the Year (2018.)[35]